# Мюнценберг (Гессен)
Мюнценберг (нем. Münzenberg) — город в Германии, в земле Гессен. Подчинён административному округу Дармштадт. Входит в состав района Веттерау. Население составляет 5546 человек (на 31 декабря 2010 года). Занимает площадь 31,63 км². Официальный код — 06 4 40 015.
Город подразделяется на 4 городских района.

## Достопримечательности
- Руины средневекового замка Мюнценберг